# Pogonocaudina
Pogonocaudina is een geslacht van wantsen uit de familie van de Naucoridae (Zwemwantsen). Het geslacht werd voor het eerst wetenschappelijk beschreven door Sites & Zettel in 2011.

## Soorten
Het genus bevat de volgende soort:

- Pogonocaudina indica Sites & Zettel in Sites et al., 2011